# Линетт, Магда
Магда Линетт (пол. Magda Linette; род. 12 февраля 1992, Познань) — польская теннисистка; победительница пяти турниров WTA (из них три в одиночном разряде).

## Общая информация
Магда — одна из двух дочерей Томаша и Беаты Линетт, её сестру зовут Дагмара.
Линетт в теннисе с шести лет. Любимые покрытия — трава и хард; лучший удар — бэкхенд. Любимый турнир — Ролан Гаррос; кумиром в мире тенниса в детстве была Моника Селеш.

## Спортивная карьера

### Начало карьеры

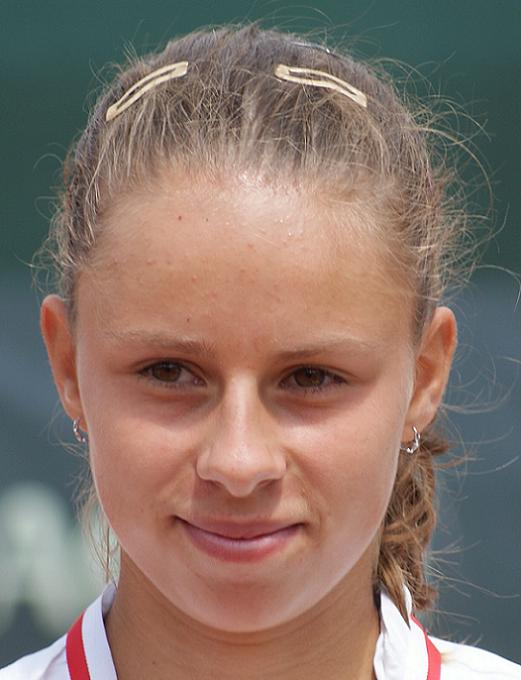
Линетт в 2009 году

На юниорском этапе карьере Линетт смогла подняться в рейтинге среди девушек на 23-ю позицию. На взрослых соревнованиях начала выступать с 2007 года. В 2010 году она дебютировала в WTA-туре, сыграв в парном разряде домашнего турнира в Варшаве. В июне того же года Магда выиграла первый взрослый титул на 25-тысячнике из цикла ITF в Польше. До конца года она выиграла ещё три титула на этом уровне. В феврале 2011 года Линетт сыграла первые матчи за сборную Польши в розыгрыше Кубка Федерации.
В 2012 году Магда Линетт в одиночном разряде выиграла один титул из цикла ITF. В конце сентября на 10-тысячнике в Праге она обыграла в финале теннисистку из Словакии Зузану Лукнарову со счётом 6-2 7-6. В парном же разряде в том году она смогла выиграть четыре титула, самыми статусными из которых стали две победы на 50-тысячниках ITF в Лиможе (с Сандрой Заневской) и Анкаре (с Катажиной Питер). В мае 2013 года Линетт смогла через квалификацию попасть на турнир WTA в Страсбурге. В июле она ещё лучше сыграла на турнире WTA в Баку. Также начав с квалификации, Магда по итогу смогла добраться до полуфинала. По ходу сезона 2013 года она смогла выиграть один турнир цикла ITF в одиночном разряде и четыре в парном.
В апреле 2014 года Линетт смогла выйти в четвертьфинал турнира в Куала-Лумпуре. В сентябре она в дуэте с Ализе Корне сыграла в первом парном финале в Туре — на турнире в Гуанчжоу. В ноябре Линетт выиграла турнир младшей серии WTA 125 в Нинбо. В финале ей противостояла теннисистка из Китая Ван Цян. Польская спортсменка одержала верх со счётом 3-6, 7-5, 6-1. Всего Магда провела 49 матчей, в 24 из которых выиграла, а в 25 уступила.
В 2015 году Линетт хорошо продолжила свой прогресс. Из 67 матчей она выиграла в 43, что позволило ей впервые в карьере подняться в первую сотню мирового рейтинга WTA. Этот сезон Линетт закончила на 90 строчке рейтинга. Дебютным в основной сетке турниром серии Большого шлема для Магды стал Открытый чемпионат Франции 2015 года. Первый матч в одиночной сетке Большого шлема она выиграла в августе на Открытом чемпионате США, когда обыграла в первом раунде Урсулу Радваньскую, а во втором проиграла её сестре Агнешке. В сентябре Линетт пробилась в первый одиночный финал в Туре на турнире в Токио. В нём Магду смогла обыграть Янина Викмайер в трёх сетах.

### 2016—2018

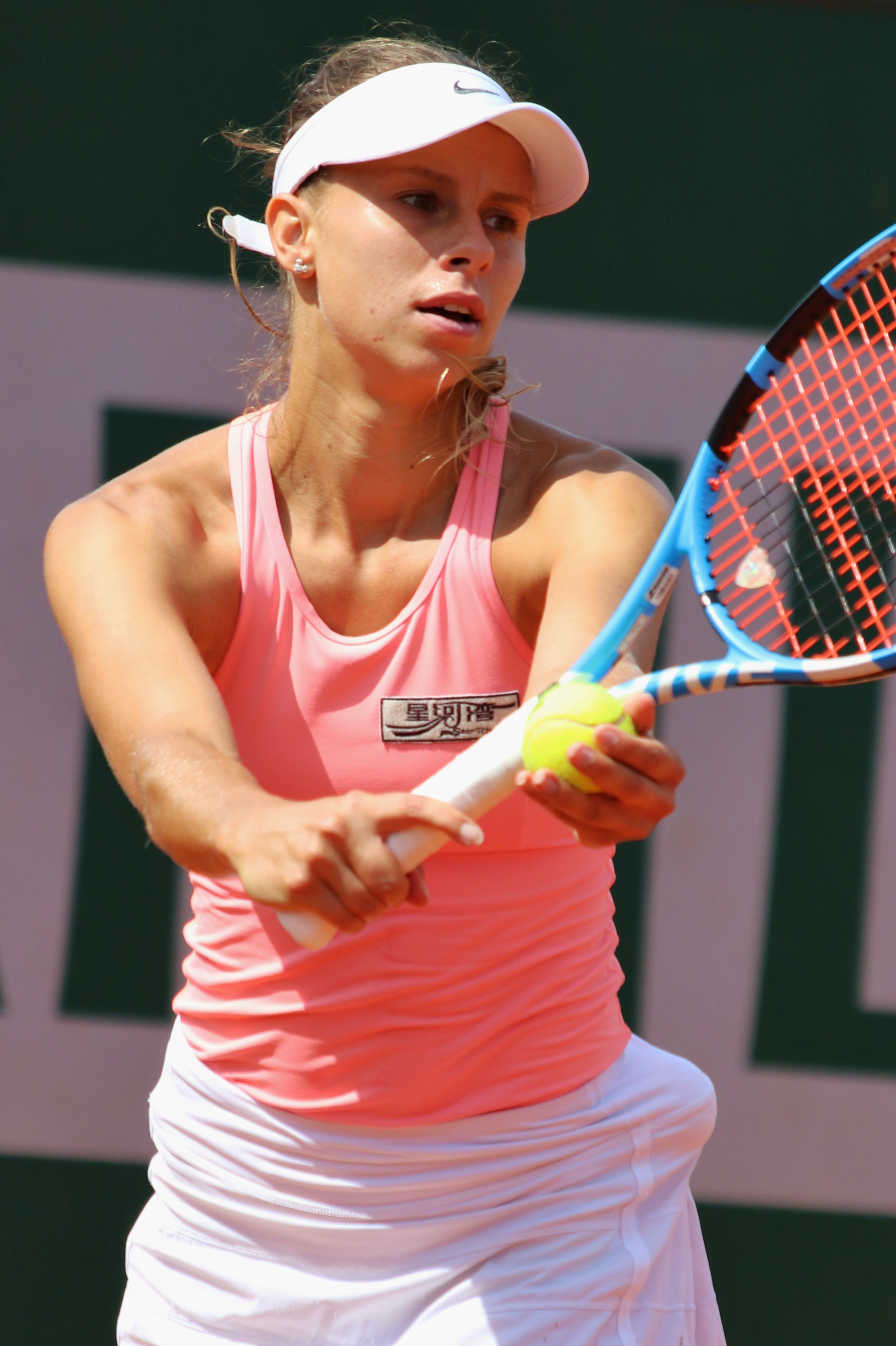
Линнет на Ролан Гаррос 2018 года

В апреле 2016 года Линетт вышла в четвертьфинал турнира WTA в Катовице. В мае она смогла одержать победу на 100-тысячнике ITF в Кань-сюр-Мере. В финале Магда обыграла первую сеянную турнира теннисистку из Германии Карину Виттхёфт со счётом 6-3, 7-5. В мае она проиграла в первом раунде Открытого чемпионата Франции Юханне Ларссон. Такой же неудачный результат был и на Уимблдоне и в США. В сентябре Магда Линетт успешно прошла квалификацию на турнире Премьер-серии в Токио, в основной сетке она смогла добраться до четвертьфинала, где проиграла теннисистке из Дании Каролине Возняцки. В октябре вышла в парный финал в Тяньцзине с китаянкой Сюй Ифань.
Первым удачным выступлением в 2017 году для Линетт стала игра на турнире в Куала-Лумпуре в феврале. Она смогла добраться до полуфинала, где проиграла теннисистке из Японии Нао Хибино. В марте Магда Линетт успешно прошла квалификацию на Премьер-турнир высшей категории в Индиан-Уэллсе. В основной сетке Магда Линетт во втором раунде проиграла Каролине Возняцки. В апреле на турнире в Боготе она прошла в 1/4 финала, а в парном разряде на этом турнире вышла в финал совместно с Вероникой Сепеде Роиг. В июне Магда Линетт на Открытом чемпионате Франции впервые вышла в третий раунд Большого шлема, в котором проиграла теннисистке Элине Свитолиной.
На Открытом чемпионате Австралии 2018 года Магда Линетт также сумела дойти до третьего раунда, по ходу обыграв американку Дженнифер Брэди и 22-ю сеянную россиянку Дарью Касаткину. Остановить Линетт смогла чешская теннисистка Дениса Аллертова. В начале февраля Магда на турнире на Тайване была посеяна под седьмым номером и дошла до четвертьфинала, в котором уступила Тимее Бабош. Следующего четвертьфинала она достигла в апреле на турнире в Боготе. В июне польская теннисистка вышла в финал турнира младшей серии WTA 125 в Боле, но проиграла его Тамаре Зиданшек. 28 июля Магда не смогла одолеть Ван Цян в полуфинале турнира в Наньчане, этот результат стал одним из лучших в году. До конца года Линетт еще дважды выходила в четвертьфинал: летом в Вашингтоне и осенью в Хиросиме. 

### 2019—2021 (первые титулы WTA)

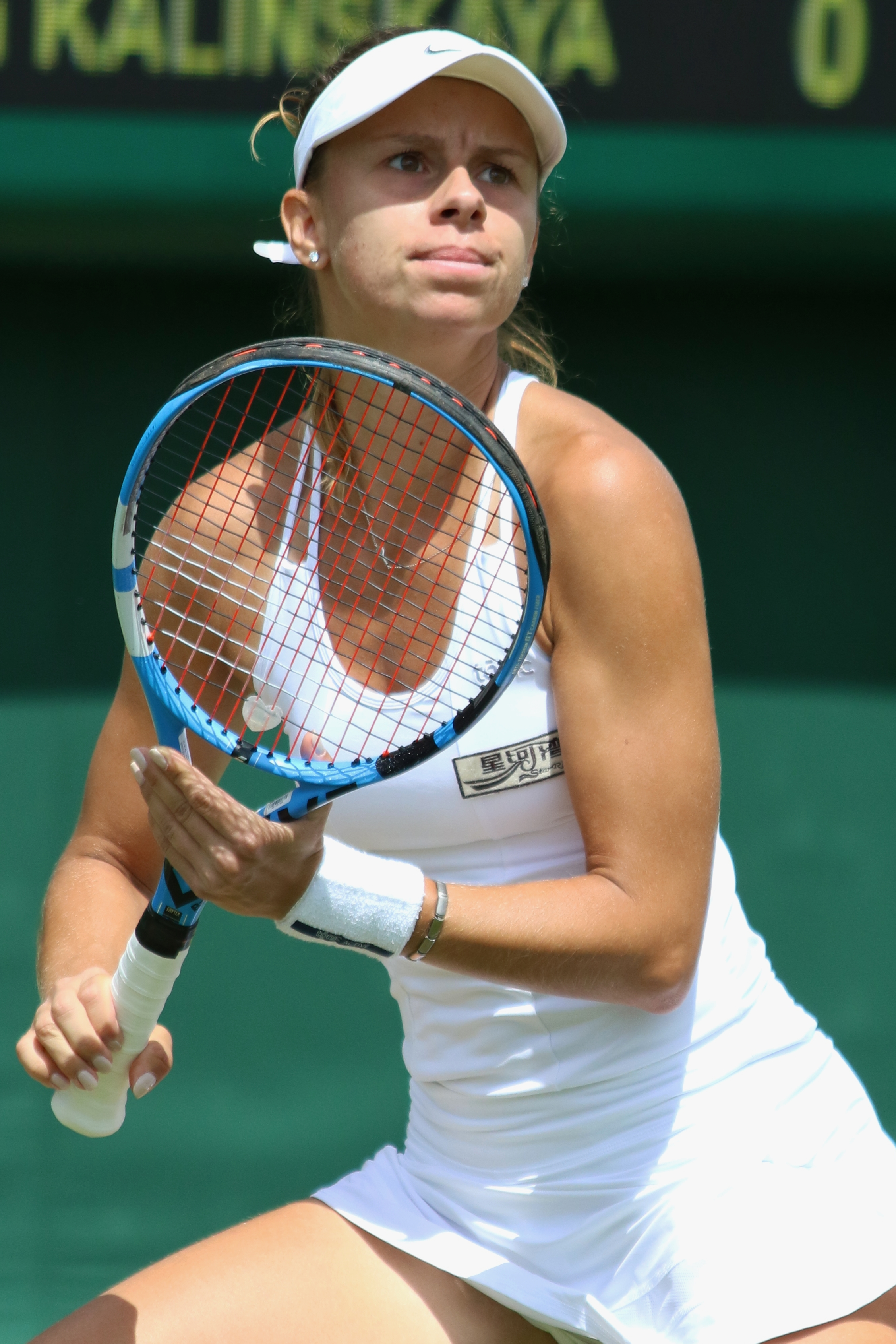
Линетт на Уимблдоне 2019 года

На Открытом чемпионате Австралии 2019 года Линетт в первом раунде досталась в соперницы Наоми Осаке, которая взяла на том турнире титул. Первое удачное выступление в сезоне пришлось на турнир после Мельбурна в Хуахине, где Магда сумела дойти до полуфинала, проиграв в нём украинке Даяне Ястремской. На турнирах WTA Линетт долгое время не могла преодолеть первых раундов. Лучше всего сложилось для неё выступление на 100-тысячнике ITF в Манчестере, где она выиграла главный приз, обыграв в финале представительницу Казахстана Зарину Дияс. В июле на Уимблдонском турнире Магда смогла одержать победы над представительницей России Анной Калинской и американкой русского происхождения Амандой Анисимовой. В третьем раунде она проиграла чешке Петре Квитовой со счётом 3:6, 2:6.
В августе 2019 года Линетт удалось завоевать первый титул в рамках WTA-тура. Она стала чемпионкой на разогревочном турнире в Нью-Йорке перед Открытым чемпионатом США. Начав выступления с квалификации, в финале Линетт одолела итальянку Камилу Джорджи со счётом 5-7, 7-5, 6-4. На Открытом чемпионате США она проиграла во втором раунде Наоми Осаке в двух сетах. После выступления в США польская спортсменка вошла в топ-50 мирового рейтинга. В осенней части сезона она дважды доигрывала до 1/4 финала на турнирах в Китае и смогла сыграть в одном финале на турнире в Сеуле, в котором уступила Каролине Муховой из Чехии — 1-6, 1-6. Итоговым рейтингом в сезоне для Линетт стала 42-е место.
В феврале 2020 года Магда Линнет выиграла свой второй турнир в основном туре. Произошло это на соревнованиях в Хуахине, в финале которых она переиграла швейцарку Леони Кюнг — 6-3, 6-2. Победа переместила Магду на самую высокую в карьере — 33-ю строчку одиночного рейтинга. В сентябре на Открытом чемпионате США она впервые на этом турнире вышла в третий раунд.
Из-за травмы Линетт пропустила начало сезона 2021 года и вышла на корт в марте. В мае она вышла в полуфинал на грунтовом турнире в Страсбурге. Затем на Открытом чемпионате Франции Магда впервые прошла первую ракетку мира. В матче второго раунда она обыграла на отказе соперницы во втором сете Эшли Барти (6-1, 2-2), однако уже в следующем раунде Линетт проиграла Унс Джабир. В парном разряде Линетт смогла серьезно продвинутся, пройдя в команде с Бернардой Пера до полуфинала. На Уимблдоне она также дошла до третьего раунда и переиграла топовую теннисистку, одолев во втором раунде № 5 в мире Элину Свитолину — 6-3, 6-4. Летом после Уимблдона лучшими результатами Магды стали четвертьфинал в Сан-Хосе и полуфинал в Кливленде. Также в этот период она впервые сыграла на Олимпийских играх в Токио. В одиночном и парном разряде она проиграла уже в первом раунде.

## Итоговое место в рейтинге WTA по годам
| Год  | Одиночный рейтинг | Парный рейтинг |
| 2023 | 24                | 42             |
| 2022 | 49                | 45             |
| 2021 | 57                | 56             |
| 2020 | 40                | 161            |
| 2019 | 42                | 411            |
| 2018 | 83                | 136            |
| 2017 | 71                | 139            |
| 2016 | 96                | 192            |
| 2015 | 89                | 116            |
| 2014 | 117               | 155            |
| 2013 | 148               | 119            |
| 2012 | 296               | 198            |
| 2011 | 248               | 221            |
| 2010 | 194               | 676            |
| 2009 | 1008              |                |

## Выступления на турнирах

### Финалы турнировWTAв одиночном разряде (8)

#### Победы (3)
| Легенда:                                   |
| ------------------------------------------ |
| Турниры Большого шлема (0)*                |
| Олимпиада (0)                              |
| Итоговый турнир WTA (0)                    |
| Premier Mandatory / WTA 1000 Mandatory (0) |
| Premier 5 / WTA 1000 (0)                   |
| Premier / WTA 500 (0+2)                    |
| International / WTA 250 (3)                |

| Титулы по покрытиям | Титулы по месту проведения матчей турнира |
| ------------------- | ----------------------------------------- |
| Хард (2)*           | Зал (0)                                   |
| Грунт (1+1)         | Зал (0)                                   |
| Трава (0+1)         | Открытый воздух (3+2)                     |
| Ковёр (0)           | Открытый воздух (3+2)                     |

* количество побед в одиночном разряде + количество побед в парном разряде.
| №  | Дата            | Турнир          | Покрытие | Соперница в финале | Счёт        |
| 1. | 24 августа 2019 | Нью-Йорк, США   | Хард     | Камила Джорджи     | 5-7 7-5 6-4 |
| 2. | 16 февраля 2020 | Хуахин, Таиланд | Хард     | Леони Кюнг         | 6-3 6-2     |
| 3. | 26 июля 2024    | Прага, Чехия    | Грунт    | Магдалена Френх    | 6-2 6-1     |

#### Поражения (5)
| №  | Дата             | Турнир            | Покрытие    | Соперница в финале | Счёт        |
| 1. | 20 сентября 2015 | Токио, Япония     | Хард        | Янина Викмайер     | 6-4 3-6 3-6 |
| 2. | 22 сентября 2019 | Сеул, Южная Корея | Хард        | Каролина Мухова    | 1-6 1-6     |
| 3. | 18 сентября 2022 | Ченнай, Индия     | Хард        | Линда Фрухвиртова  | 6-4 3-6 4-6 |
| 4. | 23 сентября 2023 | Гуанчжоу, Китай   | Хард        | Ван Сиюй           | 0-6 2-6     |
| 5. | 21 апреля 2024   | Руан, Франция     | Грунт (зал) | Слоан Стивенс      | 1-6 6-2 2-6 |

### Финалы турнировWTA 125иITFв одиночном разряде (24)

#### Победы (12)
| Легенда:         |
| ---------------- |
| WTA 125 (1)*     |
| 100.000 USD (2)  |
| 75.000 USD (0)   |
| 50.000 USD (0+4) |
| 25.000 USD (8+4) |
| 10.000 USD (1)   |

| Титулы по покрытиям | Титулы по месту проведения матчей турнира |
| ------------------- | ----------------------------------------- |
| Хард (5+5)*         | Зал (1+4)                                 |
| Грунт (6+3)         | Зал (1+4)                                 |
| Трава (1)           | Открытый воздух (11+4)                    |
| Ковёр (0)           | Открытый воздух (11+4)                    |

* количество побед в одиночном разряде + количество побед в парном разряде.
| №   | Дата             | Турнир                    | Покрытие   | Соперница в финале     | Счёт           |
| 1.  | 12 июня 2010     | Щецин, Польша             | Грунт      | Маргит Рюйтель         | 6-2 6-0        |
| 2.  | 8 августа 2010   | Хехинген, Германия        | Грунт      | Сильвия Солер Эспиноса | 7-5 3-6 6-2    |
| 3.  | 15 августа 2010  | Ферсмольд, Германия       | Грунт      | Ирина-Камелия Бегу     | 6-2 7-5        |
| 4.  | 12 сентября 2010 | Катовице, Польша          | Грунт      | Ева Бирнерова          | 3-6 6-2 6-2    |
| 5.  | 30 сентября 2012 | Прага, Чехия              | Грунт      | Зузана Лукнарова       | 6-2 7-6(7)     |
| 6.  | 8 декабря 2013   | Пуна, Индия               | Хард       | Камила Керимбаева      | 7-5 7-6(5)     |
| 7.  | 19 октября 2014  | Коян, Южная Корея         | Хард       | Рената Ворачова        | 6-3 3-6 6-3    |
| 8.  | 2 ноября 2014    | Нинбо, Китай              | Хард       | Ван Цян                | 3-6 7-5 6-1    |
| 9.  | 8 февраля 2015   | Гренобль, Франция         | Хард (зал) | Тереза Мартинцова      | 7-6(2) 4-6 6-1 |
| 10. | 21 февраля 2015  | Нью-Дели, Индия           | Хард       | Тадея Маерич           | 6-1 6-1        |
| 11. | 8 мая 2016       | Кань-сюр-Мер, Франция     | Грунт      | Карина Виттхёфт        | 6-3 7-5        |
| 12. | 16 июня 2019     | Манчестер, Великобритания | Трава      | Зарина Дияс            | 7-6(1) 2-6 6-3 |

#### Поражения (12)
| №   | Дата             | Турнир                      | Покрытие    | Соперница в финале     | Счёт              |
| 1.  | 4 июля 2010      | Торунь, Польша              | Грунт       | Ксения Первак          | 4-6 1-6           |
| 2.  | 18 сентября 2010 | Загреб, Хорватия            | Грунт       | Рената Ворачова        | 1-6 6-4 4-6       |
| 3.  | 21 ноября 2010   | Ополе, Польша               | Ковёр (зал) | Сандра Заглавова       | 7-5 6-7(4) 4-6    |
| 4.  | 12 мая 2012      | Флоренция, Италия           | Грунт       | Анаис Лорендон         | 4-6 4-6           |
| 5.  | 23 июня 2012     | Кристинехамн, Швеция        | Грунт       | Саша Джонс             | 4-6 4-6           |
| 6.  | 5 мая 2013       | Чивитавеккья, Италия        | Грунт       | Анна Каролина Шмидлова | 0-6 1-6           |
| 7.  | 3 ноября 2013    | Нант, Франция               | Хард (зал)  | Александра Соснович    | 6-4 4-6 2-6       |
| 8.  | 15 декабря 2013  | Нави Мумбаи, Индия          | Хард        | Рика Фудзивара         | 6-2 6-7(5) 6-7(4) |
| 9.  | 21 июня 2015     | Илкли, Великобритания       | Трава       | Анна-Лена Фридзам      | 7-5 3-6 1-6       |
| 10. | 10 июня 2018     | Бол, Хорватия               | Грунт       | Тамара Зиданшек        | 1-6 3-6           |
| 11. | 7 августа 2022   | Гродзиск-Мазовецкий, Польша | Хард        | Катерина Синякова      | 4-6 1-6           |
| 12. | 30 октября 2022  | Тампико, Мексика            | Хард        | Элизабетта Коччаретто  | 6-7(5) 6-4 1-6    |

### Финалы турнировWTAв парном разряде (5)

#### Победы (2)
| №  | Дата           | Турнир                  | Покрытие | Партнёрша         | Соперницы в финале              | Счёт           |
| 1. | 10 апреля 2022 | Чарлстон, США           | Грунт    | Андрея Клепач     | Луция Градецкая Саня Мирза      | 6-2 4-6 [10-7] |
| 2. | 25 июня 2022   | Истборн, Великобритания | Трава    | Александра Крунич | Людмила Киченок Елена Остапенко | Без игры       |

#### Поражения (3)
| №  | Дата             | Турнир           | Покрытие | Партнёрша            | Соперницы в финале                 | Счёт              |
| 1. | 20 сентября 2014 | Гуанчжоу, Китай  | Хард     | Ализе Корне          | Лян Чэнь Чжуан Цзяжун              | 6-2 6-7(3) [7-10] |
| 2. | 16 октября 2016  | Тяньцзинь, Китай | Хард     | Сюй Ифань            | Кристина Макхейл Пэн Шуай          | 6-7(8) 0-6        |
| 3. | 15 апреля 2017   | Богота, Колумбия | Грунт    | Вероника Сепеде Роиг | Беатрис Хаддад Майя Надя Подорошка | 3-6 6-7(4)        |

### Финалы турнировWTA 125иITFв парном разряде (17)

#### Победы (8)
| №  | Дата            | Турнир                     | Покрытие   | Партнёрша        | Соперницы в финале                | Счёт           |
| 1. | 30 июня 2012    | Истад, Швеция              | Грунт      | Катажина Питер   | Ленка Винерова Оксана Калашникова | 6-3 6-3        |
| 2. | 21 октября 2012 | Лимож, Франция             | Хард (зал) | Сандра Заневская | Ирэна Павлович Штефани Фёгеле     | 6-1 5-7 [10-5] |
| 3. | 11 ноября 2012  | Экёрдрвиль-Энвиль, Франция | Хард (зал) | Катажина Питер   | Ана Врлич Амра Садикович          | 6-4 7-6(4)     |
| 4. | 21 декабря 2012 | Анкара, Турция             | Хард (зал) | Катажина Питер   | Ирина Бурячок Валерия Соловьёва   | 6-2 6-2        |
| 5. | 12 мая 2013     | Йоханнесбург, ЮАР          | Хард       | Шанель Симмондс  | Саманта Маррей Джада Уиндли       | 6-1 6-3        |
| 6. | 2 июня 2013     | Марибор, Словения          | Грунт      | Паула Каня       | Мария Иригойен Майлен Ору         | 6-3 6-0        |
| 7. | 7 июля 2013     | Торунь, Польша             | Грунт      | Паула Каня       | Юлия Бейгельзимер Елена Богдан    | 6-2 4-6 [10-5] |
| 8. | 20 октября 2013 | Лимож, Франция             | Хард (зал) | Виктория Голубич | Николь Клерико Никола Франкова    | 6-4 6-4        |

#### Поражения (9)
| №  | Дата             | Турнир                    | Покрытие    | Партнёрша            | Соперницы в финале                    | Счёт           |
| 1. | 20 ноября 2010   | Ополе, Польша             | Ковёр (зал) | Паула Каня           | Оксана Калашникова Полина Пехова      | 3-6 4-6        |
| 2. | 15 апреля 2011   | Касабланка, Марокко       | Грунт       | Катажина Питер       | Сандра Клеменшиц Кристина Младенович  | 3-6 6-3 [8-10] |
| 3. | 5 июня 2011      | Рим, Италия               | Грунт       | Лиана-Габриэла Унгур | Салли Пирс Софи Фергюсон              | Без игры       |
| 4. | 17 сентября 2011 | Местре, Италия            | Грунт       | Тимея Бабош          | Валентина Ивахненко Марина Мельникова | 4-6 5-7        |
| 5. | 13 ноября 2011   | Ополе, Польша             | Ковёр (зал) | Паула Каня           | Наоми Броуди Кристина Младенович      | 6-7(5) 4-6     |
| 6. | 30 сентября 2012 | Прага, Чехия              | Грунт       | Катерина Крамперова  | Люси Браун Анжелика Морателли         | 3-6 7-5 [6-10] |
| 7. | 5 мая 2013       | Чивитавеккья, Италия      | Грунт       | Паула Каня           | Рената Ворачова Штефани Фогт          | 3-6 4-6        |
| 8. | 28 сентября 2013 | Лафборо, Великобритания   | Хард (зал)  | Тереза Смиткова      | Чагла Бююкакчай Пемра Озген           | 2-6 7-5 [6-10] |
| 9. | 6 апреля 2014    | Эдгбастон, Великобритания | Хард (зал)  | Амра Садикович       | Джоселин Рэй Анна Смит                | 6-3 5-7 [4-10] |